# Jos Verbeeten
J.M.J. (Jos) Verbeeten (Wijchen, 8 maart 1946) is een Nederlandse oud-politicus voor het Christen-Democratisch Appèl (CDA). Van begin 1998 tot eind 2009 was hij namens deze partij burgemeester van de Noord-Brabantse gemeente Sint Anthonis.
Verbeeten begon zijn opleiding op de hbs-a, waarna hij in Utrecht werd opgeleid tot muziekleraar en koordirigent aan het Utrechts Conservatorium. Na afronding van deze opleiding in 1970 was hij van ditzelfde jaar tot 1991 eerst gemeenteraadslid en later wethouder in de gemeente Wijchen. Vervolgens was hij van 1991 tot 1997 burgemeester van de gemeente Ootmarsum. Op 10 maart 1998 werd hij benoemd tot burgemeester van Sint Anthonis.
In april 2009 maakte hij bekend per november 2009 zijn functie als burgemeester neer te leggen. Verbeeten zou aanvankelijk pas stoppen bij het geplande eind van zijn tweede ambtstermijn in maart 2010, maar zei te willen dat zijn opvolger bij de gemeenteraadsverkiezingen in maart 2010 al enigszins thuis zou zijn in de gemeente. Opvolger per 1 november 2009 is José van Gorp, die als waarnemend burgemeester zal fungeren.
Verbeeten wil zich na zijn afscheid als burgemeester blijven inzetten op maatschappelijk vlak. Zo is hij in het dorp Sint Anthonis actief als dirigent van het lokale kerkkoor en hoofdman van het St. Antoniusgilde.

## Bestuurlijke functies
Verbeeten vervult een aantal bestuursfuncties, waaronder:
- Bestuursvoorzitter van Taxihopper;
- Voorzitter van de Commissie Grensoverschrijdende verstandhouding van de Euregio Rijn-Waal (sinds 1992);
- Voorzitter van de Noord-Brabantse Federatie van Schuttersgilden (NBFS).
- Voorzitter van de Brabantse Bond van Muziekgezelschappen.
- Voorzitter van de raad van toezicht van Kunstbalie.

Hij was de initiatiefnemer voor de 'heroprichting' van het St. Antoniusgilde in 2006.